# Xiếc

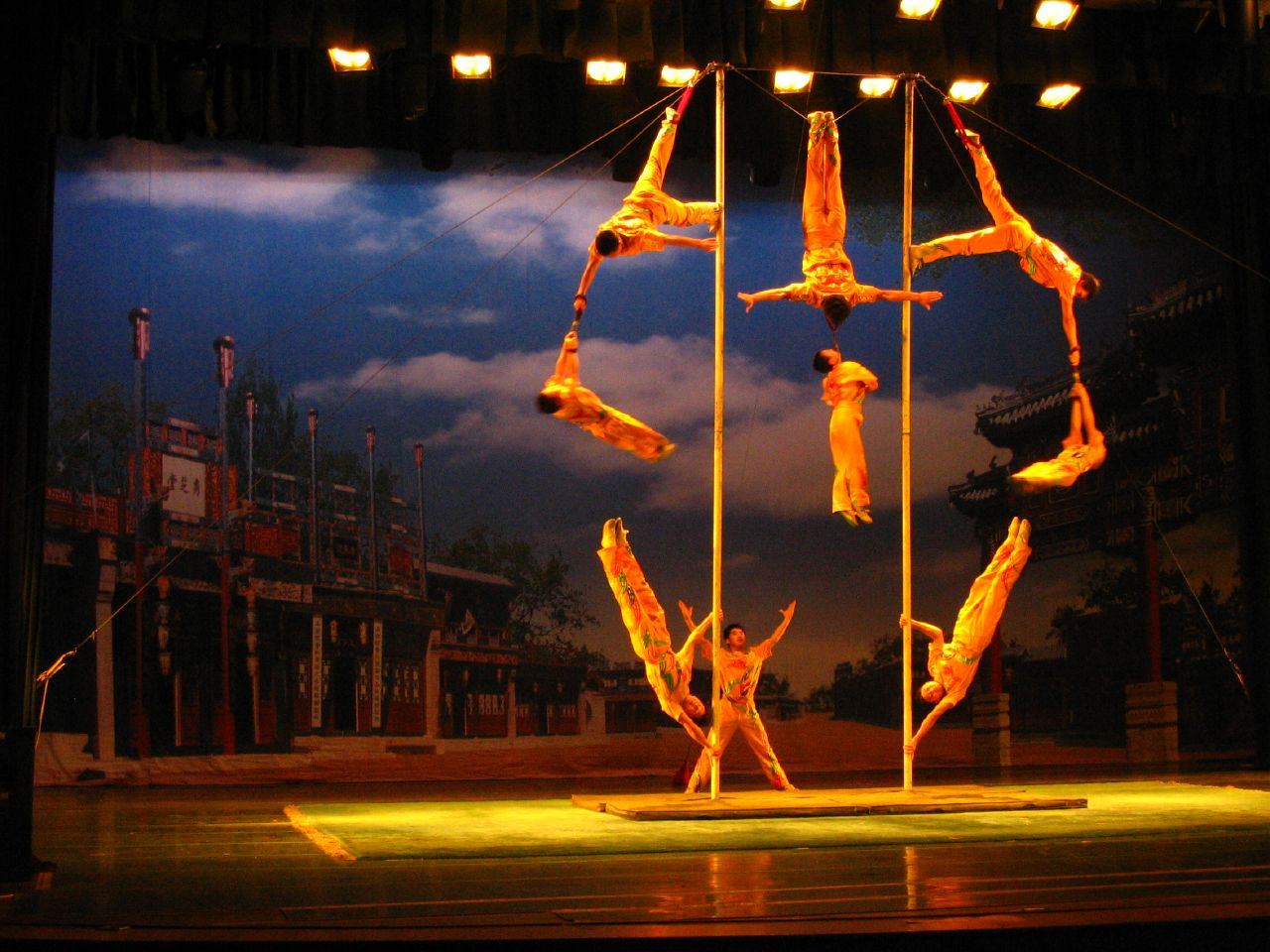
Xiếc nhào lộn Trung Quốc

Xiếc (bắt nguồn từ từ tiếng Pháp "cirque"), còn gọi là tạp kỹ, là nghệ thuật biểu diễn các động tác (leo trèo, nhảy, nhào lộn, uốn dẻo...) một cách đặc biệt tài tình, khéo léo của người, thú.
Thông thường, để tăng phần hấp dẫn cho chương trình, xiếc được biểu diễn kết hợp với ảo thuật.

## Phân loại

### Theo chủ thể biểu diễn

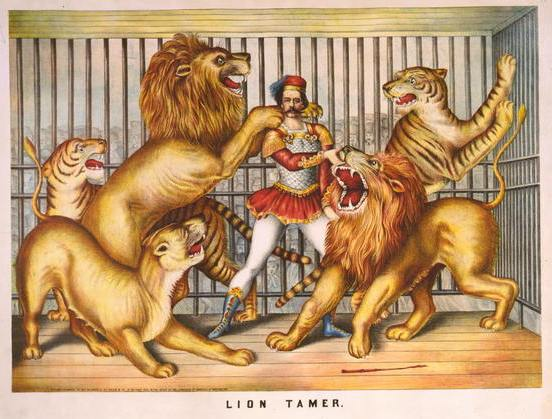
Xiếc sư tử.

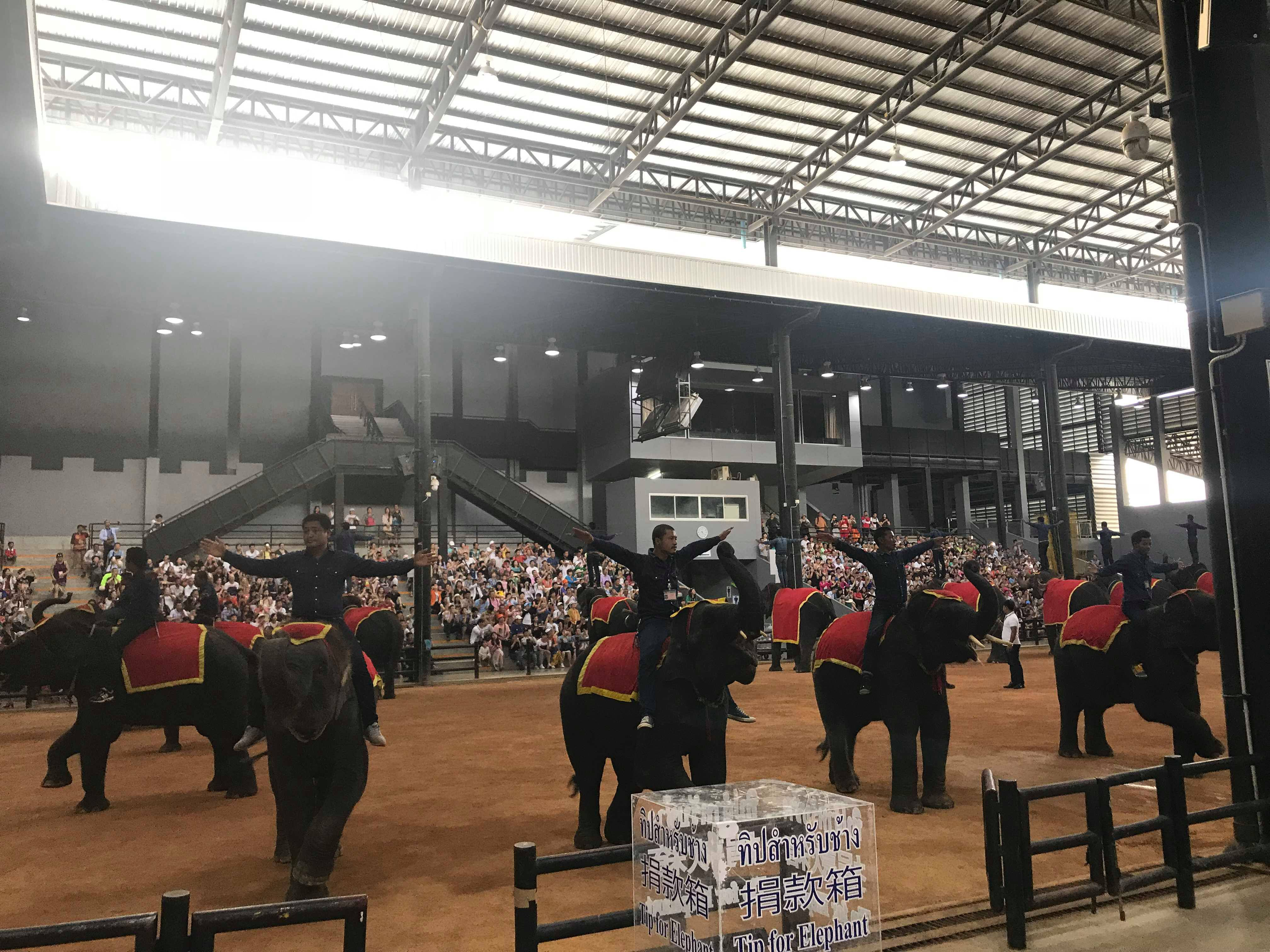

- Xiếc người
- Xiếc thú

### Theo động tác
- Xiếc nhào lộn: nhào lộn nhảy, nhào chuyển vai, nhào lộn thể lực, nhào lộn chuyền tay, nhào lộn hài hước, nhào lộn dẻo...
  - Nhào lộn động: lộn bật, xoay, lăn người...
  - Nhào lộn tĩnh: trụ tay, trồng đầu...
- Thăng bằng: thăng bằng trên sào; trên dây; trên thang; trên trụ; trên ghế, bàn; trên khối cầu, xe đạp; trên đòn treo tĩnh...
  - Thăng bằng trên vật: đi xe đạp một bánh, hai bánh; đi cà kheo; đi trên dây; đi qua cầu...
  - Thăng bằng vật trên người: để trụ, để thang trên trán, trên vai, bụng...

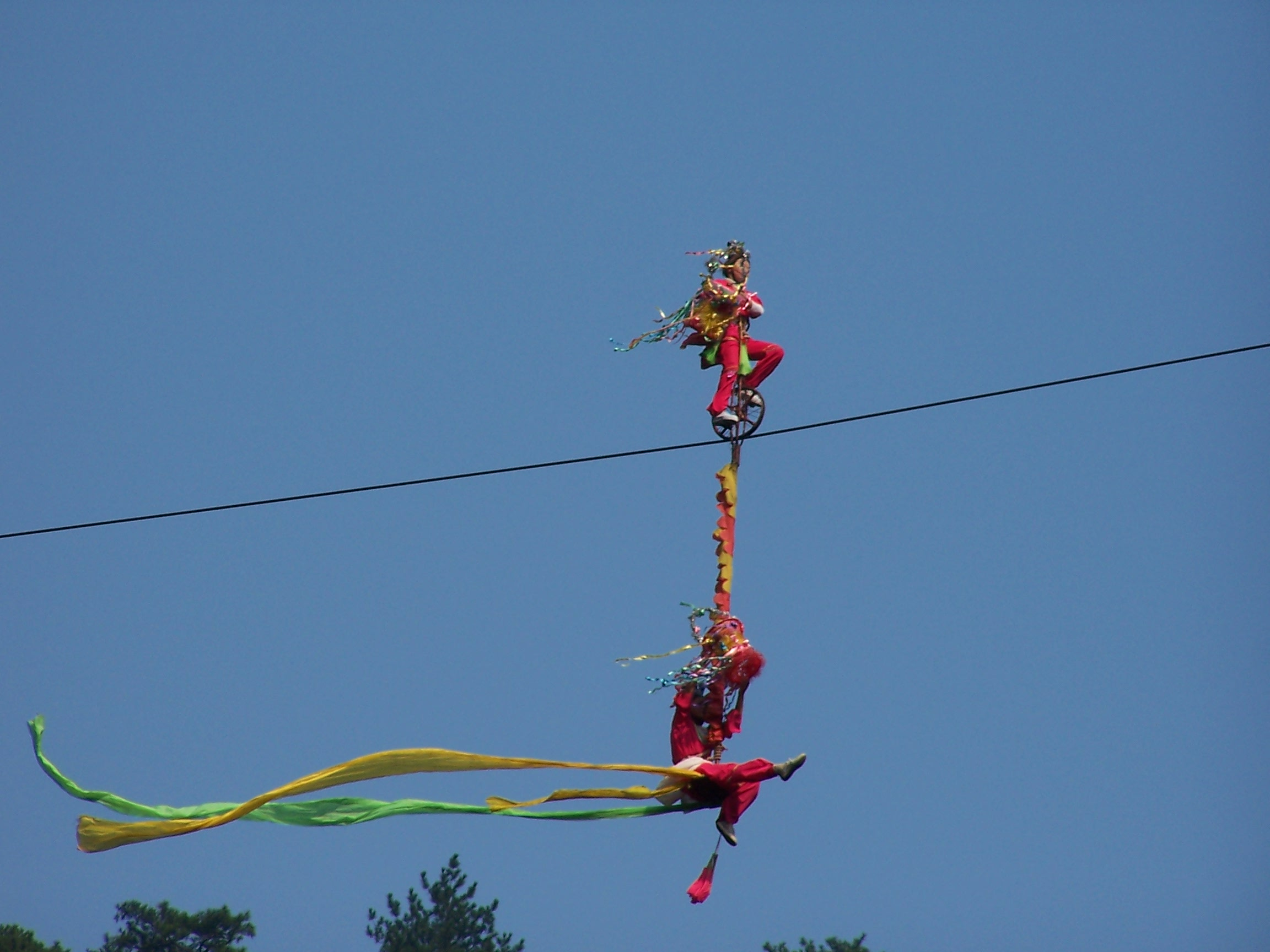
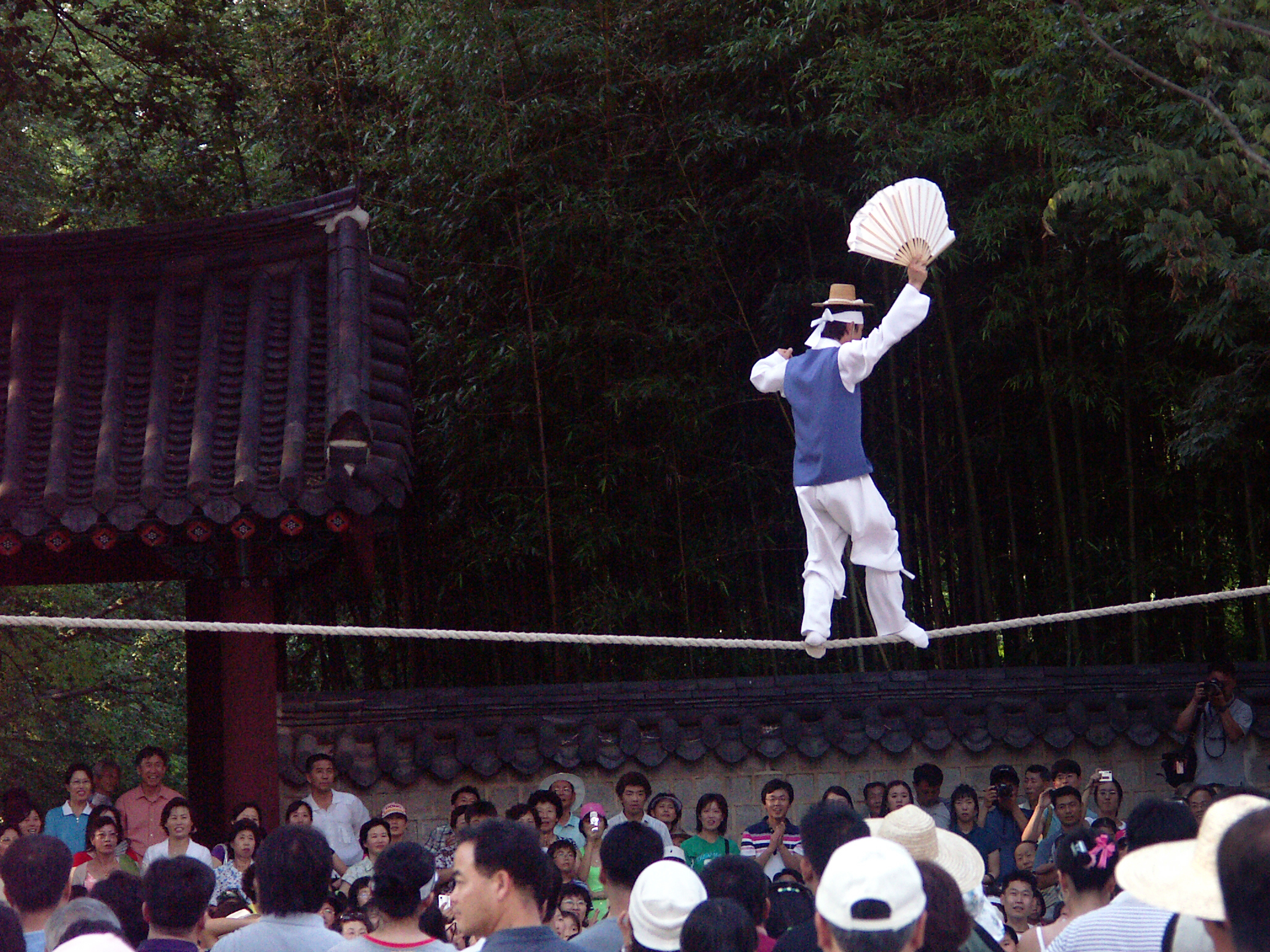
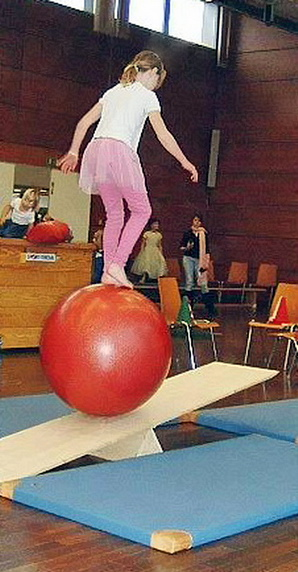
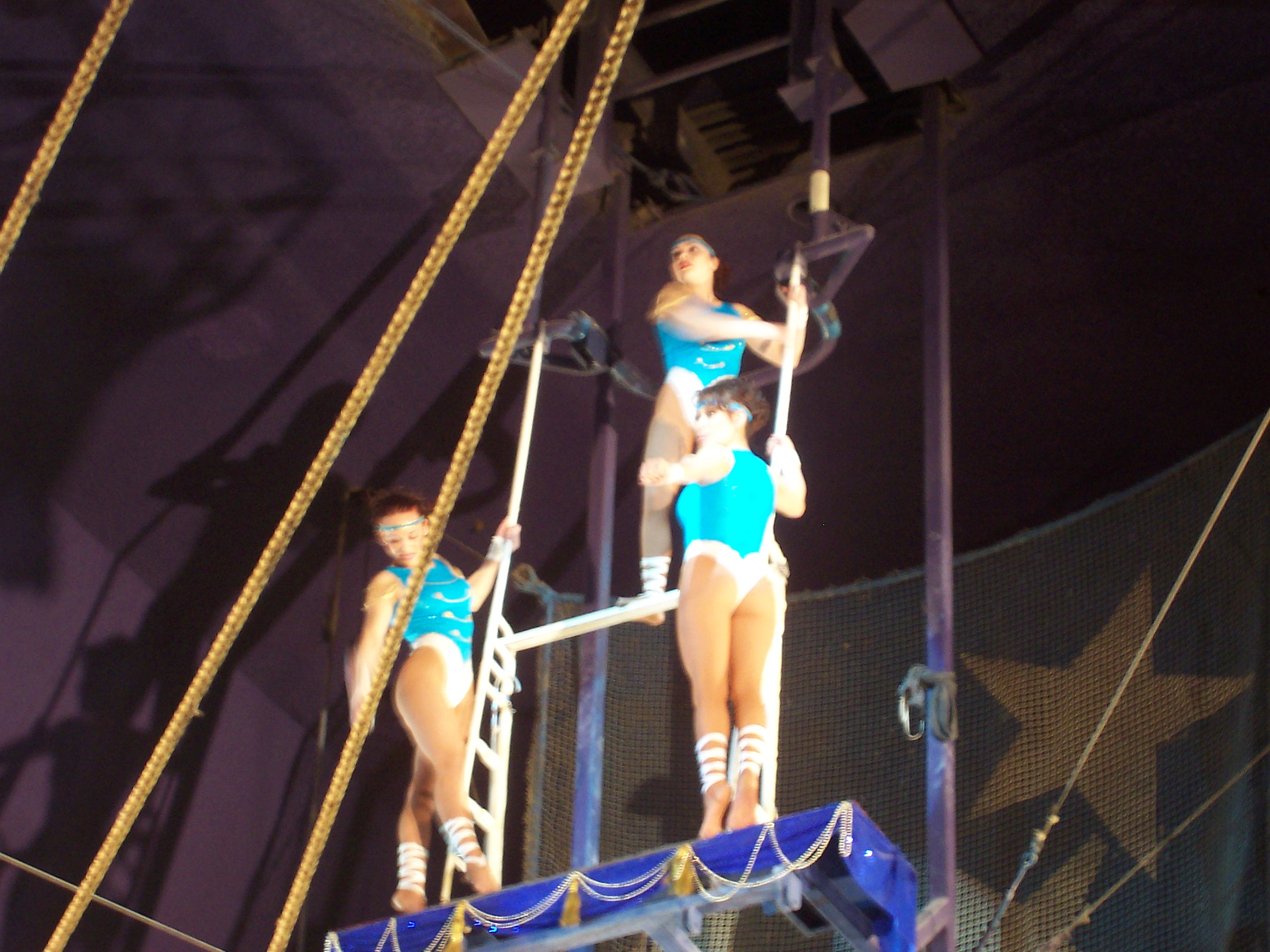

- Tung hứng: tung hứng trên sàn, tung hứng thể lực, tung hứng thăng bằng, tung hứng trên lưng động vật, tung hứng - múa, tung hứng trên chân, quay đĩa, vòng da

Tung hứng.

- Thể thao: có nhiều trò thể thao được nâng cao thành tiết mục xiếc như thể thao trên sàn, thể thao trên không.
- Hề xiếc:

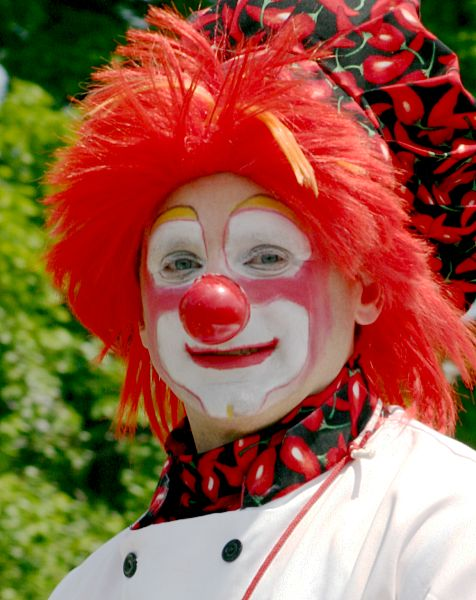
A clown
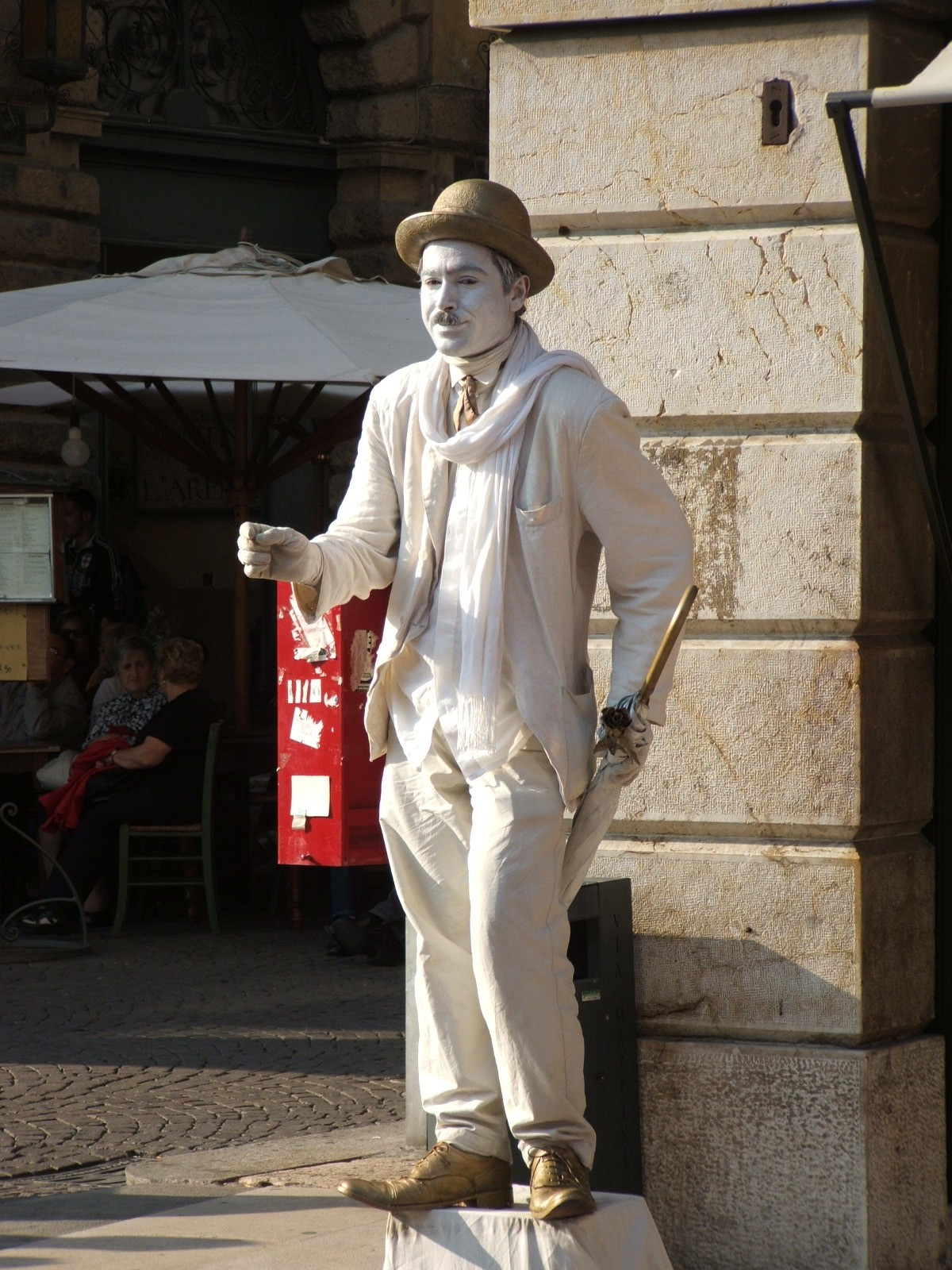
A clown as Charlot
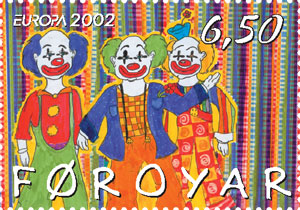
Stamp of Europe 2002 - Circus

## Các nghệ sĩ xiếc nổi tiếng

### Thế giới
| - Adam Forepaugh - Aerialize - Annie Fratellini - Archaos - The Bertram Mills - Bindlestiff Family - Big Apple Circus - Chinese State Circus - Chipperfield's Circus - Circus Amok | - Circus Herman Renz (Dutch National) - Circus Bassie & Adriaan - Circus Joseph Ashton - Circus of Pepin and Breschard - Circus Oz - Circus Royale - Circus Smirkus - Cirque du Soleil - Cole Bros Circus - Dan Rice | - Darix Togni - Gerry Cottle's Circus - Hagenbeck-Wallace Circus - Humboldt Circus - Jim Rose Circus - Lennon Bros Circus - Moscow State Circus - P.T. Barnum - Paul Binder - Perry Bros Circus | - Pickle Family Circus - Ringling Brothers Circus - Ringling Brothers và Barnum với Bailey Circus - The Royal London Circus - Silvers Circus - Stardust Circus - UniverSoul Circus - Lucky Irani Circus ở Pakistan - Webers Circus |

### Việt Nam
- Tạ Duy Hiển
- Nguyễn Thị Tâm Chính
- Giang Quốc Cơ - Giang Quốc Nghiệp